# Anni Gal
Anni Gal (en llatí Annius Gallus) va ser un general romà.
Sota l'emperador Otó va dirigir l'expedició contra les forces de Vitel·li l'any 69 a la zona del riu Po. Quan Cecina va assetjar Placentia, va anar a alliberar la ciutat. Otó va reunir un consell per decidir com actuar i Gal li va aconsellar que retardés qualsevol enfrontament decisiu. Després de la derrota d'Otó a la primera batalla de Bedríacum, va pacificar els enfurismats otonians.
Durant el regnat de Vespasià va ser enviat a Germània contra Juli Civilis.